# KBC-skrapan
KBC-skrapan (nederländska: KBC-toren) eller "Bondeskrapan" (nederländska: Boerentoren), tidigare "Torengebouw van Antwerpen", är en 26 våningar hög byggnad i Antwerpen i Belgien, och den näst högsta i staden efter Vårfrukatedralen. Byggnaden uppfördes mellan 1929 och 1932 och blev en av de första skyskraporna i Europa.

### Fotnoter
1. ↑  ”KBC Tower” (på engelska). Skyrscraper Center. http://www.skyscrapercenter.com/building/kbc-tower/5086. Läst 22 oktober 2015.